# 中国东南广播公司
中国东南广播公司，通称东南广播公司，简称东南广播，成立于1993年1月1日，设立于福建省福州市，是在福建人民广播电台对台湾广播部的基础上成立的，主要面向台湾广播。目前隶属于福建省广播影视集团，每天播出18个小时零5分，用普通话和闽南话两种语言播出。
中波由福建107台發射，發射機位於福建省福州市平潭縣。